# Judicat de Gallura

Les Judicats de Sardaigne

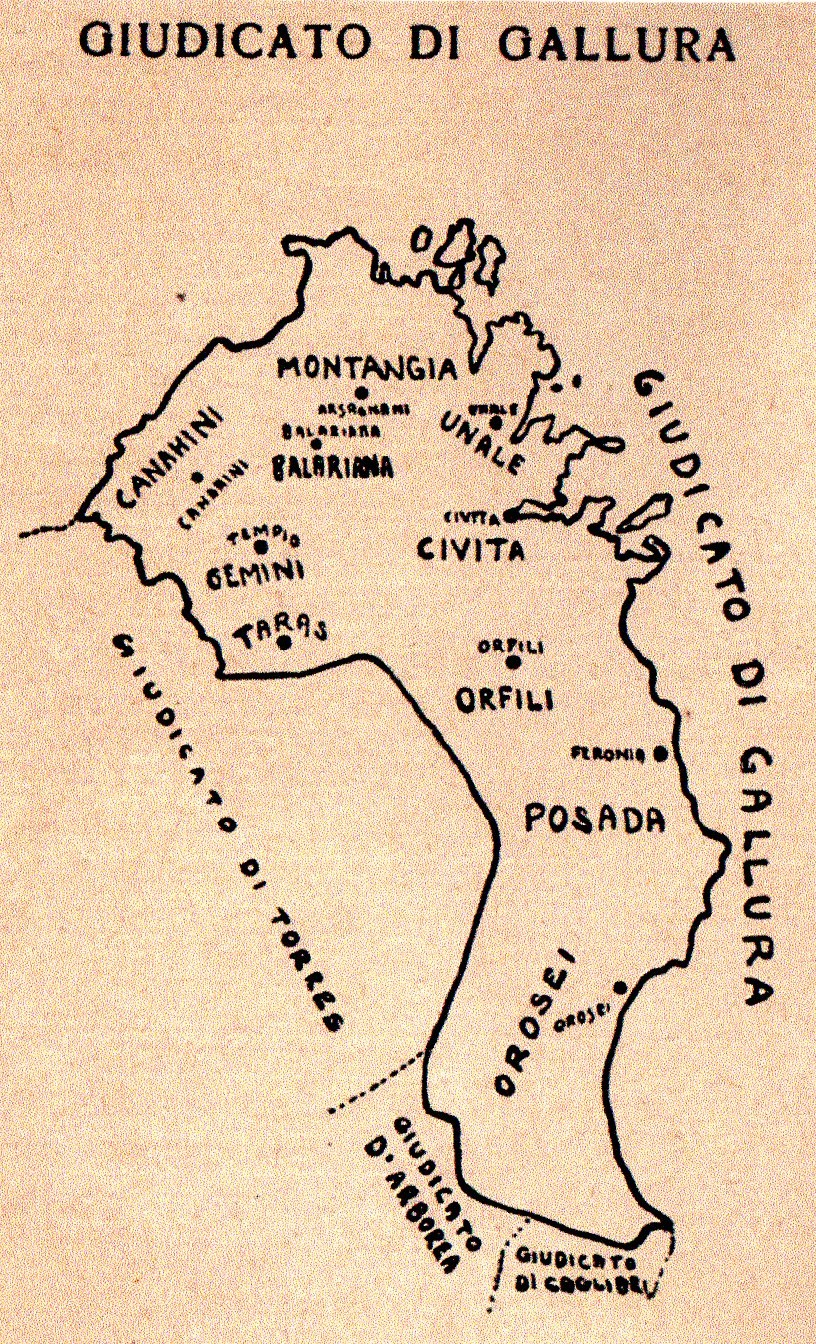
Judicat de Gallura

Blason

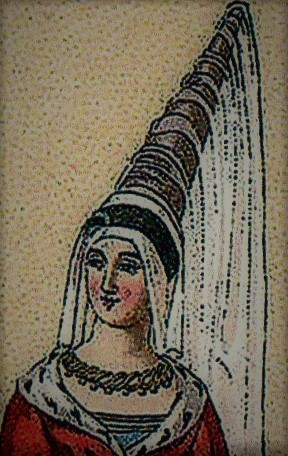
Elena de Gallura (1190-1218)

Le judicat de Gallura (en sarde, Giuigadu de Gallura ; en italien, Giudicato di Gallura) est un des quatre judicats qui naquirent en Sardaigne au VIIIe siècle pour remplacer un Empire romain devenu trop lointain (celui de Byzance) et pour se protéger notamment des razzias arabes.
Le Judicat de Gallura se développa dans la partie nord-orientale de la Sardaigne, depuis le cours du fleuve Coghinas jusqu'au golfe d'Orosei, occupant les régions de la Gallura et de Baronie (it) (treize curatorie), aujourd'hui englobées dans les provinces de Sassari et Nuoro.
Le judicat confinait à l'ouest avec le Judicat de Logudoro et d'Arborée et au sud avec le Judicat de Cagliari.
Le Judicat de Gallura, comme du reste les autres trois Judicats était un royaume souverain selon le principe juridique Superiorem non recognoscens, avec un territoire subdivisé en 13 Curatorie, des districts dirigés par un curateur et comprenant des centres habités appelés Ville (différent du mot français homonyme, du latin villa). Le Judicat avait son propre parlement, la Corona de Logu, composé des représentants des Curatorie. Il possédait son propre domaine public, le Rennu, votait les lois, avait des frontières et frappait monnaie.
Son chef était le Judex ius dicens (celui qui dit la loi), en sarde, Iudice ou Judice. Le Juge tirait son autorité non seulement de l'hérédité mais également par la reconnaissance de son Imperium par la Corona de Logu.

## Histoire

### Naissance du Judicat
Au IXe siècle, les arabes et les berbères ont suivi une politique agressive d'expansion et de piraterie en Méditerranée finissant avec la conquête de la Sicile en 827. Ces actions ont isolé la Sardaigne du gouvernement central de l'Empire byzantin. En l'absence d'instructions les responsables provinciaux Byzantins sardes, appelés judici (« juges ») ont commencé à gouverner de manière autonome.
Au Xe siècle l'île a été divisée en quatre « giudicati » (« magistrature »), dont deux, Logudoro et Arborée ont été regroupées au début du XIe siècle. Vers 900, ces territoires sont devenus de facto des États indépendants, leurs princes au pouvoir étant des judikes (« juges ») succédant à leurs prédécesseurs, de fonctionnaires impériaux.
Sa  capitale était située à Civita, reconstruite sur les ruines de l'antique cité romaine d'Olbia, dont le nom apparaît pour la première fois en 1113.
Le Judicat de Gallura  est uni à celui du Logudoro en 1238 puis redevient indépendant en 1257 avec Chiano Visconti de Pise. Au début du XIVe siècle la famille Doria de Gènes s'en rend maître. Les Visconti de Milan proclament les droits qu'ils prétendent tenir en qualité d'héritiers de Giovanna Visconti la dernière «  Juge héréditaire »mais ils doivent les céder au royaume d'Aragon en 1447.

## Liste des juges de Gallura
Liste des Juges de Gallura :
- vers 1022 : Manfredo ;
- jusqu'en 1038 : Baldo, son fils (?) ;
- après 1038 : Barisone Ier (?) ;
- vers ? : Andrea (?) ;
- 1054-1073 : Costantino Ier fils d'Ubaldo (?) ;
- vers 1080 : Torgodorio de Zori (ou Torchitorio) époux d'une fille de Costantino Ier ;
- vers 1092 : Saltaro, son fils (?) ;
- 1113-1116 : Ottocorre de Gunale, fils de Comita de Gunale ;
- vers 1116 : Costantino II épouse Anna fille de Torgodorio (?) ;
- vers 1120-1146 : Comita Ier Spanu, son fils.

### Dynastie de Gunale
- 1146-1173 : Costantino III de Lacon-Gunale, descendant d'Ottocorre (?) ;
- 1173-1203 : Barisone II, son fils exilé en 1182 et 1184 ;
- 1203-1218 : Elena, sa fille ;
- 1205-1218 : Lamberto Visconti de Pise époux en 1205 d'Elena de Gallura, fille de Barisone II ;
  - 1211-1216 : Comita II de Torres, en opposition ;
  - 1216-1218 : Mariano II de Torres, en opposition.

### Dynastie Visconti
- 1218-1225 : Lamberto Visconti rétabli, contrôle Cagliari (1220-1225) ;
- 1225-1238 : Ubaldo Visconti, son fils épouse Adelasia de Torres, contrôle Cagliari (1232-1233) et Torres (1236-1238).
- Compétition entre :
- 1238-1257 : Adelasia de Torres (morte en 1259), sa veuve ;
- 1238-1249 : Enzio fils de Frédéric II du Saint-Empire, également Juge de Torres de 1238 à 1272, épouse Adelasia mais divorce en 1246 ;
- 1238-1275 : Giovanni dit Chiano Visconti, fils d'Ubaldo (mort vers 1230), frère de Lamberto Visconti, contrôle 1/3 de Cagliari depuis 1258 ;
- 1275-1296 : Ugolino dit Nino Visconti, son fils, 1/3 de Cagliari ;
- 1296-1308/1309 : Giovanna Visconti (morte en 1339), sa fille épouse Rizzardo da Camino et contrôle 1/3 de Cagliari.